# فياريال

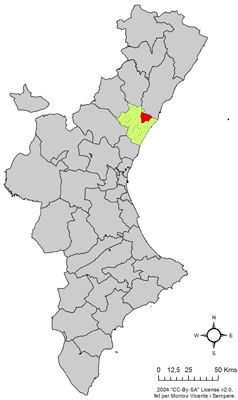
موقع فياريال في بلنسية

فياريال (بالقطلونية: Vila-real) هي مدينة تقع في إسبانيا الشرقية، في مقاطعة قسطلونة بمنطقة بلنسية الذاتية الحكم. تبعد عن جنوب عاصمة المحافظة قسطلونة بحوالي سبعة كيلومترات، و 65 كيلومترًا شمال بلنسية، على ارتفاع 42 م فوق مستوى سطح البحر، بالقرب من مدينة بريانة. في عام 2005 بلغ عدد سكانها 48000 نسمة. من حيث عدد السكان، تُعد فياريال هي ثاني أكبر مدن محافظة كاستيلون بعد العاصمة، وعاشر أكبر مدن منطقة بلنسية. أسسها الملك جيمز الأول من أراغون في عام 1274، وسميت باسم "Vila-real" أي «مدينة الملك».

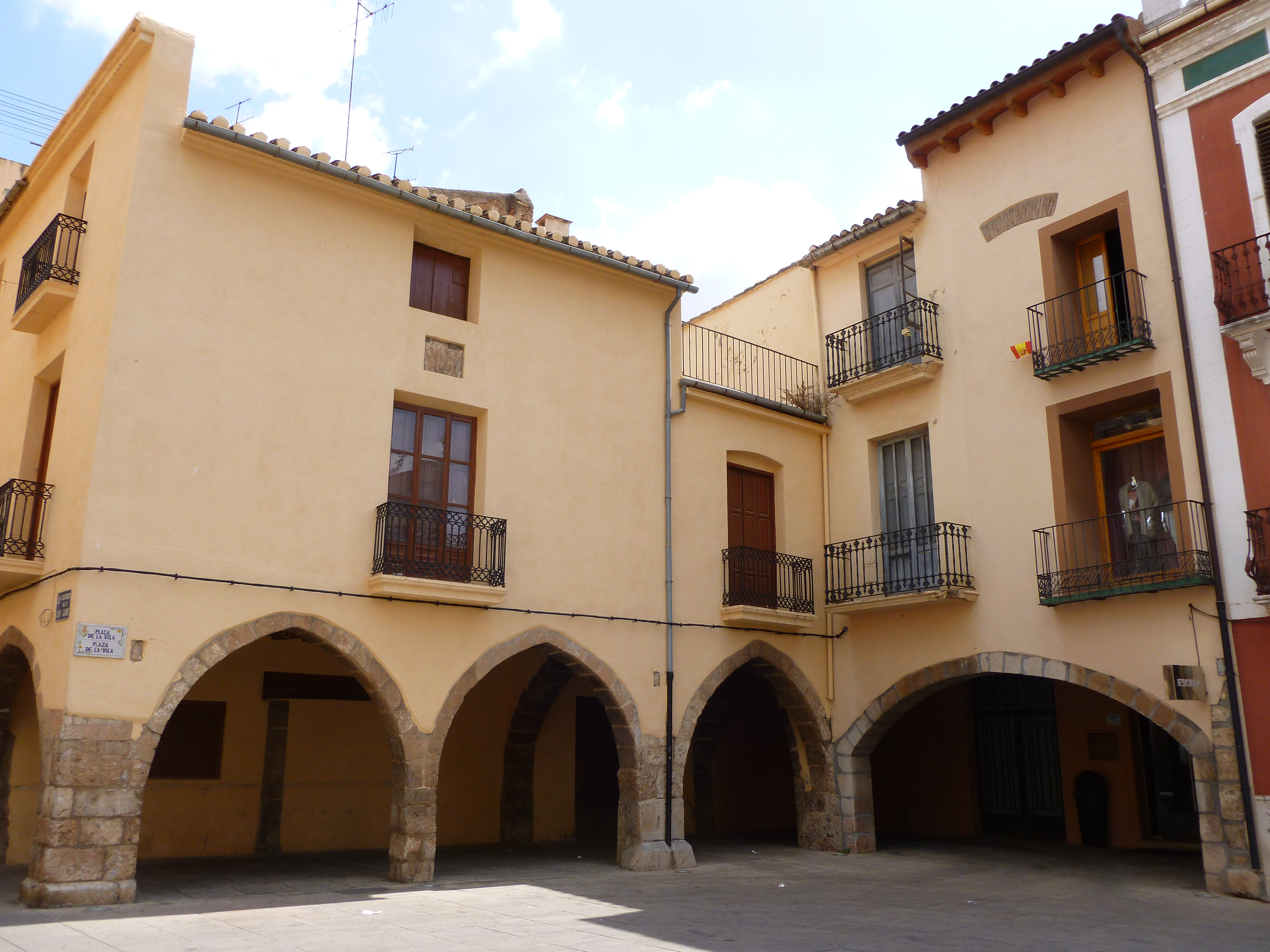

## توأمة
لفياريال اتفاقيات توأمة مع كل من:
- بريانة
- فيلانوفا إ لا غيلترو
- ميخالوفتسى
- سكيل

## أعلام
- باولا بونت
- سيباستيان مورا
- فرانسيسكو تاريغا
- هيكتور فونت
- سيرجيو سيجورا غارسيا

## وصلات خارجية
- Vilapedia, Vila-real wiki, tourist info